# Шоколадні солоні яйця Шефа
 «Солоні шоколадні яйця Шефа»' ' (англ. Chef's Chocolate Salty Balls) — 9 епізод 2 сезону (№ 22) серіалу «Південний парк», його прем'єра відбулася 19 серпня 1998 року.

## Сюжет
Епізод починається в Парк-Сіті, Юта, в розпал фестивалю незалежного кіно «Санденс». Засновник фестивалю, Роберт Редфорд, вважає, що Парк-Сіті зіпсований засиллям голлівудських ділків і духом комерції, тому він приймає рішення перенести Кінофестиваль Санденс в наступному році в невелике гірське містечко Саут-Парк, Колорадо.
Кінофестиваль Санденс переїжджає в Саут-Парк, який негайно наповнюють голлівудські туристи. Містер Гаррісон дає кожному учневі свого класу завдання подивитися один фільм незалежної студії і написати твір. Тієї ж ночі Кайл, сидячи на унітазі в туалеті, чує голос містера Хенкі, що доноситься з унітазу. Він приходить до висновку, що, можливо, містер Хенкі в біді і потребує допомоги.
Шеф відкриває намет, де починає з не надто успішної торгівлі тістечками власного виготовлення, але незабаром робить бізнес-прорив зі своїми «Шоколадними солоними яйцями Шефа».
Кайл переконує Стена, Картмана, і Кенні допомогти йому в пошуках містера Хенкі; разом вони спускаються в каналізацію і знаходять його. Містер Хенкі розповідає, що його існування в міській каналізації поставлено під загрозу через наплив туристів з Голлівуду, які своєю чисельністю і пристрастю до вегетаріанської кухні порушили «крихку екологічну рівновагу» в каналізації. В результаті Хенкі захворів і передбачає свою близьку смерть.
Кайл з друзями з'являються перед глядачами на одній з фестивальних прем'єр. Кайл закликає гостей фестивалю покинути місто, пояснюючи що їх присутність згубна для Містера Хенкі, але голлівудські знаменитості приймають його розповідь за спробу продати вдалий сценарій і навперебій пропонують купити ідею. Картман охоче погоджується підписати контракт про продаж прав на історію Кайла.
Жителі Саут-Парку починають відчувати, що фестиваль руйнує звичний уклад їхнього життя; навіть продажу «солоних шоколадних яєць Шефа» падають. Помічниця Роберта Редфорда бачить, що Саут-Парк повторює історію Парк-Сіті, втрачаючи свою чарівність тихого і затишного гірського містечка під напором галасливих натовпів чужинців з Каліфорнії. Роберт Редфорд зізнається їй, що все це входило в його план, продиктований заздрістю голлівудської зірки до мирного життя провінційних містечок.
Того ж вечора на фестивалі проходить прем'єра фільму, заснованого на «переробленому» Картманом оповіданні Кайла з Томом Хенксом в ролі Кайла і з мавпою в ролі містера Хенкі. Картман несхвально відгукується про акторські здібності Тома Хенкса, але непогано заробляє на продажах футболок із зображенням містера Хенкі.
Кайл показує вмираючого містера Хенкі Роберту Редфорду в надії переконати його покинути місто; але вигляд вже майже засохлого шматка лайна ні в чому його не переконує. У важкому стані містера Хенкі поміщають в реанімацію, де вже оплакують його смерть. Шеф і Кайл стають свідками чудесного зцілення Хенкі, вчиненого «Шоколадним яйцем Шефа», яке Шеф вкладає в рот різдвяної какашки щоб вока потрапила до "гівняного раю".
Роберт Редфорд оголошує, що в наступному році фестиваль повернеться в Саут-Парк. Діти, Шеф і містер Хенкі просять його знайти якесь інше місто для проведення фестивалю. У своїй промові, зверненої до жителів Саут-Парку, містер Хенкі критикує сам формат проведення сучасних кінофестивалів, відзначаючи, що комерційна складова фестивалів часто затуляє те головне, заради чого вони проводяться — кіно. Після того, як відмовившись змінити свої наміри Роберт Редфорд намагається вбити містера Хенкі ударом об стіну, Хенкі чудесним чином перетворюється в фекального чародія (магічне вбрання містера Хенкі — очевидна алюзія на канонічний образ Міккі Мауса) і обрушує на занадто настирливих гостей міста та фестивальну інфраструктуру тонни лайна з каналізації. Учасники фестивалю на чолі з Робертом Редфордом рятуються втечею, а побудовані ними готелі і казино руйнуються під натиском калу — місто звільнено, а залиті гівном з ніг до голови місцеві жителі радіють своєму позбавленню від нав'язаного їм фестивалем стилю життя.

## Смерть Кенні
Кенні стоїть коло дверей кінозалу. Раптово відкриваються двері і натовп глядачів, нічого не бачачи, затоптує Кенні на смерть. Після цього між двома останніми глядачами відбувається наступний обмін репліками: «О Боже! Я знайшов пенні! »-«  Ну ти й гівнюка! »

## Цікаві факти
- У цьому епізоді з'являються інопланетяни. Одного з них можна помітити, що сидить в кінозалі під час одного з показів, інший вибігає з кінотеатру разом з натовпом і топче Кенні.

В епізоді Картман заявляє, що всі незалежні фільми — про «педрил-ковбоїв, що лопали пудинга», таким чином передбачаючи сюжет фільму «Горбата гора», що вийшов на екрани 7 років по тому. Трей Паркер навіть жартував: «Якщо там хтось буде їсти пудинг - ми їх засудимо!».
- Філліс озвучує Тодді Уолтерс.

## Пародії
- Перед смертю Містер Хенкі говорить «Є інший Скайвокер», що в точності повторює передсмертні слова Йоди з шостого епізоду Зоряних Воєн «Повернення Джедая».
- Сцена, де Містер Хенкі одягається в костюм чарівника і затоплює місто фекаліями, відсилає до одного з мультфільмів в «Фантазії», який називається «Учень чародія», де Міккі Маус (грає роль учня) управляє водною стихією.